# دراغوسلاف يفريتش
دراغوسلاف يفريتش (بالسيريلية الصربية: Драгослав Јеврић) (مواليد 8 يوليو 1974) هو لاعب كرة قدم. يلعب مع منتخب صربيا والجبل الأسود لكرة القدم. سبق له أن لعب في كأس العالم لكرة القدم مع منتخب بلاده.

## روابط خارجية
- دراغوسلاف يفريتش على موقع الاتحاد الدولي (مؤرشف)  (الإنجليزية)
- دراغوسلاف يفريتش على موقع اتحاد تركيا (لاعب) (الإنجليزية)
- دراغوسلاف يفريتش على موقع قاعدة بيانات كرة القدم.إي يو (الإنجليزية)
- دراغوسلاف يفريتش على موقع بيانات كرة القدم. دي إي (الألمانية)
- دراغوسلاف يفريتش على موقع ناشيونال فوتبول تيمز (الإنجليزية)
- دراغوسلاف يفريتش على موقع Soccerway.com (الإنجليزية)
- دراغوسلاف يفريتش على موقع عالم كرة القدم.نت (الإنجليزية)